# Bollnäs Stadshus AB
Bollnäs Stadshus AB är ett svenskt förvaltningsbolag som agerar moderbolag för de verksamheter som Bollnäs kommun har valt att driva i aktiebolagsform. Bolaget ägs helt av kommunen.

## Bolag
Källa: 
- Aktiebolaget Bollnäs Bostäder
- Bollnäs Energi AB
- Bollnäs-Ovanåkers Renhållnings Aktiebolag – Borab (Samägd med Ovanåkers kommun.)
- Helsinge Vatten AB